# Atzala (kommun)
Atzala är en kommun i Mexiko.   Den ligger i delstaten Puebla, i den sydöstra delen av landet, 120 km sydost om huvudstaden Mexico City. Antalet invånare är 1 232. Arean är 34 kvadratkilometer.
Terrängen i Atzala är platt norrut, men söderut är den kuperad.
Följande samhällen finns i Atzala:
- Atzala